# Drumriser

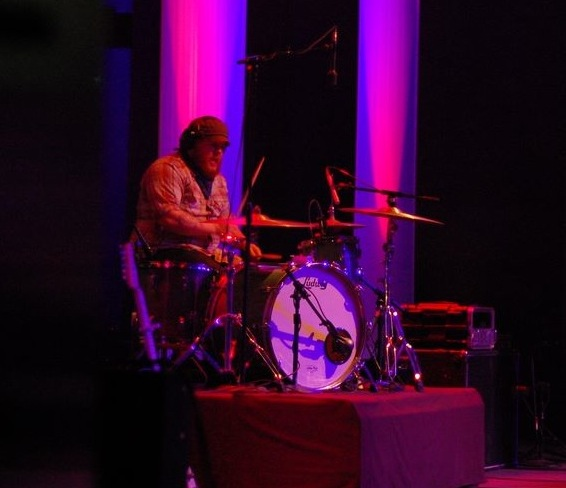
Schlagzeug auf einem einfachen Drumriser

Ein Drumriser ist eine Einrichtung, die der akustischen Entkopplung des Schlagzeugs vom Boden dient und gleichzeitig den Schlagzeuger für das Publikum besser sichtbar macht.

## Funktionsweise
Der Drumriser nimmt das komplette Schlagzeugset samt Zubehör sowie den Sitz des Schlagzeugers auf. Das Instrument steht dabei in der Regel auf einem rutschhemmenden Untergrund, beispielsweise Nadelfilz oder einem Gummibelag, um die beim Spielen entstehenden Schwingungen zu dämpfen. Die Größe des Drumrisers wird durch die Masse des Equipments bestimmt.

## Bauweisen
Einfache Drumriser sind Rahmenkonstruktionen aus Holz oder Metall mit aufgelegten Siebdruckplatten. An der Unterseite des Rahmens werden Gummis befestigt, um die Schallübertragung auf den Boden zu minimieren. Eine etwas komfortablere Variante bietet dann bereits gummibereifte Räder, die die Manövrierbarkeit des Drumrisers erhöhen. Die Räder werden mittels einer Bremse blockiert, um das Bewegen des Drumrisers zu verhindern. Die akustische Entkopplung erfolgt dabei über die Radgummis.
Professionelle Systeme werden als Gitterkonstruktionen gebaut, um eine hohe Stabilität bei geringem Gewicht und guten Transporteigenschaften zu gewährleisten. Auch hier wird Gummi zur Entkopplung eingesetzt.

## Besondere Drumriser
Etwa Mitte der 1970er Jahre erfuhr der Drumriser im Showbusiness eine besondere Bedeutung: Er wurde insbesondere von Rockgruppen eingesetzt, die ein besonderes Augenmerk auf visuelle Effekte in ihren Bühnenshows gelegt hatten und ihren Schlagzeugern den Mittelpunkt geben wollten.
In der Anfangszeit wurde das Schlagzeug zu einem bestimmten Zeitpunkt, beispielsweise während des Schlagzeugsolos, einfach angehoben. Häufig war dazu Muskelkraft nötig, denn die ersten Drumriser wurden mit Winden oder Kettenzügen bedient. Spätere Modelle verfügten dann über hydraulische Heber. Im Laufe der Zeit wurden immer raffiniertere Systeme entwickelt: War es zu Beginn der 1980er Jahre noch etwas Besonderes, wenn sich das angehobene Schlagzeug zusätzlich um einige Grad nach rechts und links drehte, so wurde wenig später der komplette Drumriser nicht nur angehoben und gedreht, sondern auch nach vorne an den Bühnenrand gefahren.
Spektakuläre Ergebnisse bei den Bemühungen um interessante Effekte erzielten die Gruppen Kiss (die Bühne stellte 1982 einen Panzer dar, der Drumriser bildete den Geschützturm und ließ sich nach vorn bewegen sowie nach links und rechts drehen) und Mötley Crüe (1984 wurde das Schlagzeug während Tommy Lees Solo um 90° nach vorn gekippt).